# Grand Prix automobile de Pescara 1960
Résultats du Grand Prix de Pescara 1960, couru sur le circuit de Pescara le 15 août 1960. Il s'agissait d'une course réservée aux monoplaces de Formule Junior.

## Résultats
| Pos | Pilote              | Constructeur      | Tours | Temps/Abandon     |
| --- | ------------------- | ----------------- | ----- | ----------------- |
| 1   | Denny Hulme         | Cooper-BMC        | 7     | 1 h 19 min 18 s 0 |
| 2   | Juan Manuel Bordeu  | Stanguellini-Fiat | 7     | + 9 s 7           |
| 3   | John Love           | Cooper-BMC        | 7     | + 26 s 2          |
| 4   | Ludovico Scarfiotti | Osca              | 7     | + 29 s 7          |
| 5   | Lorenzo Bandini     | Stanguellini-Fiat | 7     | + 1 min 27 s 2    |
| 6   | Keith Ballisat      | Cooper-BMC        | 7     | + 1 min 55 s 6    |
| 7   | Colin Davis         | Osca              | 7     | + 2 min 08 s 6    |
| 8   | Giancarlo Rigamonti | Osca              | 7     | + 3 min 34 s 2    |
| 9   | Giuseppe Faranda    | de Sanctis-Fiat   | 7     | + 7 min 26 s 2    |
| 10  | Giancarlo Baghetti  | Dagrada           | 7     | + 7 min 54 s 6    |

## Record du tour
- Meilleur tour en course :  Denny Hulme (Cooper) en 11 min 10 s 4 (vitesse moyenne : 138,319 km/h).